# Giovanni Battista Crespi

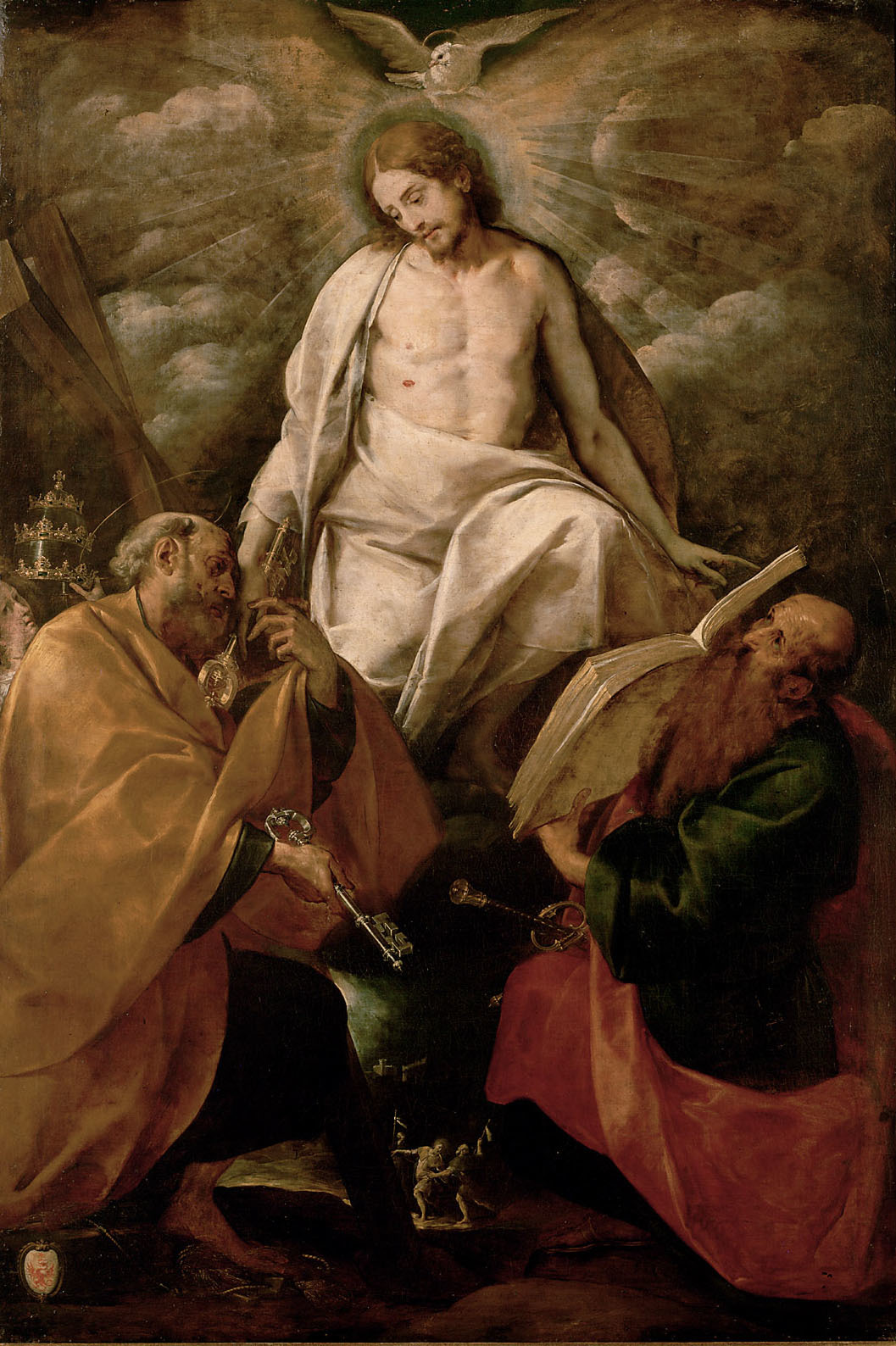
Giovanni Battista Crespi, Chrystus ukazujący się apostołom Piotrowi i Pawłowi (1626-28)

Giovanni Battista Crespi, zw. Il Cerano (ur. 1573 w Romagnano Sesia, zm. w 1632 w Mediolanie) – włoski malarz, rzeźbiarz, rytownik, architekt i pisarz okresu późnego manieryzmu.
Działał głównie w Mediolanie. Studiował dzieła Federica Barocciego w Rzymie oraz Tintoretta w Wenecji.
Przyjaźnił się z kardynałem Federico Borromero, dzięki któremu w 1620 został dyrektorem Accademia Ambrosiana.
Jego późny manieryzm uwidacznia się w upozowaniu postaci oraz kolorycie.
Wraz z Morazzonem i Giulio Procaccinim namalował słynny Obraz trzch pędzli (Męczeństwo świętych Rufiny i Sekundy)
Jego uczniami byli: Daniele Crespi, Carlo Francesco Nuvalone i Melchiorre Gherardini.

## Dzieła
- Chrystus na krzyżu – Mediolan, Museo Diocesano
- Chrystus ukazuje się apostołom Piotrowi i Pawłowi (1626-28), – Wiedeń, Kunsthistorisches Museum
- Chrzest Chrystusa (1601) – Frankfurt, Staedelches Kunstinstitut
- Chrzest św. Augustyna (1618) – Mediolan, San Marco
- Madonna z Dzieciątkiem i świętymi – Florencja, Uffizi
- Msza św. Grzegorza (1617) – Varese, San Vittore
- Odpoczynek w czasie ucieczki do Egiptu – Madryt, Prado
- Św. Franciszek uwalnia więźnia – Mediolan, Pinacoteca di Brera
- Św. Franciszek uzdrawia trędowatego – Mediolan, Pinacoteca di Brera
- Św. Franciszek w ekstazie – Mediolan, Pinacoteca di Brera
- Złożenie do grobu – Novara, Museo Civico